# حكومة حسني الزعيم
الحكومة السورية التي تشكلت في 17 أبريل 1949، هي الحكومة التاسعة والثلاثين في تاريخ سوريا الحديث، والرابعة والعشرون في عهد الجمهورية السورية الأولى، والأولى بعد انقلاب حسني الزعيم. رفضت بعض القوى والتيارات المدنية المشاركة بها، وأشرفت هذه الحكومة على الانتخابات الرئاسية لعام 1949 والتي أفضت لفوز الزعيم بالرئاسة؛ واستقالة بعد الانتخابات لتكون ولايتها نحو شهرين ونيّف.

## تشكيلة الحكومة
| الوزير      | الوزارة                                         |
| ----------- | ----------------------------------------------- |
| حسني الزعيم | رئيس الوزراء، وزير الداخلية، وزير الدفاع الوطني |
| عادل أرسلان | نائب رئيس الوزراء، وزير الخارجية                |
| حسان جبارة  | وزير المالية                                    |
| أسعد كوراني | وزير العدل، وزير الأشغال العامة                 |
| نوري الإبش  | وزير الزراعة، وزير الاقتصاد الوطني              |

| الترتيب | المنصب                   | الصورة          | شاغل المنصب     | الحزب | الحزب         | في المنصب من   | في المنصب حتى  | ملاحظات |
| ------- | ------------------------ | --------------- | --------------- | ----- | ------------- | -------------- | -------------- | ------- |
| –       | رئيس الوزراء             |                 | حسني الزعيم     |       |               | 16 نيسـان 1949 | 26 حزيران 1949 |         |
| –       | نائب رئيس الوزراء        |                 | عادل أرسلان     |       |               |                |                |         |
|         | الدفاع الوطني            |                 | حسني الزعيم     |       |               |                |                |         |
|         | الداخلية                 |                 | حسني الزعيم     |       |               |                |                |         |
|         | الخارجية                 |                 | عادل أرسلان     |       |               |                |                |         |
|         | المعارف                  |                 | فيضي الأتاسي    |       |               |                | 18 نيسان 1949  |         |
|         | المعارف                  | خليل مردم بك    |                 |       | 18 نيسان 1949 |                |                |         |
|         | الصحة والشؤون الاجتماعية |                 | فيضي الأتاسي    |       |               |                | 18 نيسان 1949  |         |
|         | الصحة والشؤون الاجتماعية | خليل مردم بك    |                 |       | 18 نيسان 1949 |                |                |         |
|         | العدلية                  |                 | أسعد الكوراني   |       |               |                |                |         |
|         | الأشغال العامة           |                 | أسعد الكوراني   |       |               |                | 19 نيسان 1949  |         |
|         | الأشغال العامة           | فتح الله الصقال |                 |       | 19 نيسان 1949 |                |                |         |
|         | المالية                  |                 | حسن جبارة       |       |               |                |                |         |
|         | الاقتصاد الوطني          |                 | فتح الله الصقال |       |               |                | 19 نيسان 1949  |         |
|         | الاقتصاد الوطني          | حسن جبارة       |                 |       | 19 نيسان 1949 |                |                |         |
|         | وزير الزراعة             |                 | نوري الأيبش     |       |               |                |                |         |

## الملاحظات
1. ↑  فراغ الحقل لا يعني بالضرورة أن شاغل المنصب مستقل سياسياً أو غير حزبي، ولكن بسبب عدم توفر المعلومات أو المصادر.